# 舒斯科格爾山
47°44′05″N 11°47′08″E / 47.734839°N 11.785681°E

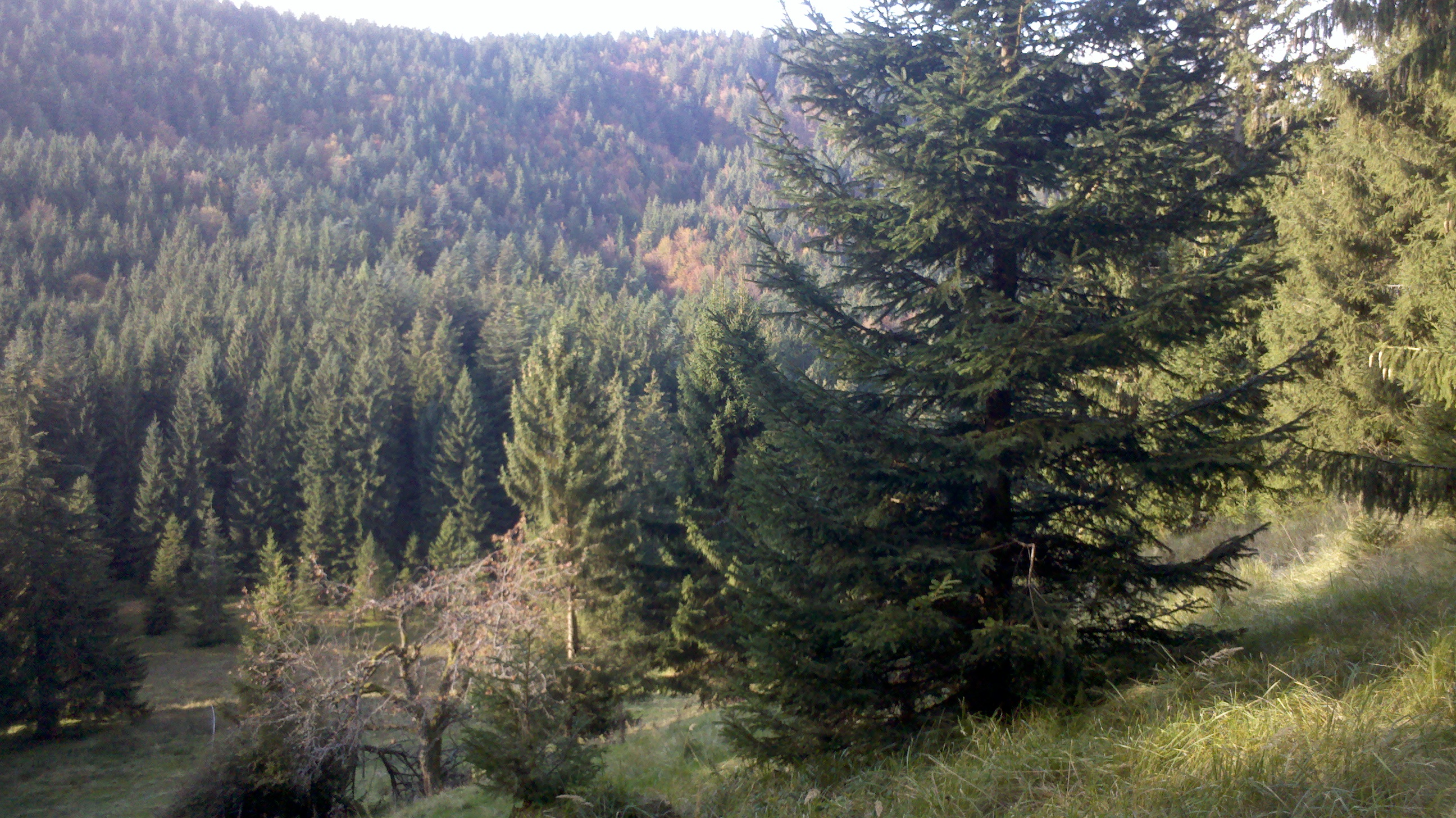

舒斯科格爾山（德語：Schußkogel），是德國的山峰，位於該國東南部，由巴伐利亞負責管轄，屬於巴伐利亞前阿爾卑斯山脈的一部分，距離諾伊羅伊特山0.4公里，海拔高度1,134米。